# Henryville
Henryville è un census-designated place (CDP) degli Stati Uniti d'America, situato nello stato dell'Indiana, nella contea di Clark. 
Nel pomeriggio del 2 marzo 2012 la località è stato attraversata da un violento tornado classificato EF4 che ha causato danni ingenti e ha mietuto 11 vittime.